# Кровни врт
Кровни врт је врт на крову зграде. Поред декоративних користи, кровни вртови могу да обезбеде храну, контролу температуре, хидролошке користи, побољшање архитектуре, станишта или коридоре  за дивље животиње, могућности за рекреацију, а у великим размерама могу чак имати и еколошке користи. Пракса узгоја хране на крововима зграда се понекад назива пољопривреда на крову.  Пољопривреда на крову се обично обавља коришћењем зеленог крова, хидропоније, аеропоније или ваздушно-динапоничких система или контејнерских вртова. 

## Историја
Људи су узгајали биљке на структурама још од када су зигурати древне Месопотамије (4. миленијум пре нове ере – 600. п. н. е.) имали засаде дрвећа и жбуња на надземним терасама. Пример у римско доба била је Вила Мистерија у Помпеји, која је имала терасу на којој су узгајане биљке.  Кровна башта је такође откривена око сале за аудијенције у римско-византијској Цезареји.  Средњовековни египатски град Фустат имао је низ високих зграда које је Насир Хосров у раном 11. веку описао као да се уздижу до 14 спратова, са кровним баштама на горњем спрату заједно са воденим точковима за наводњавање које су вукли волови. 
Међу седам светских чуда старог света, Висећи вртови из Вавилона често се приказују као високе структуре са вегетацијом.
У Њујорку између 1880. и прохибиције изграђене су велике баште на крову, укључујући хотел Астор (Њујорк Сити), Америчко позориште на Осмој авенији, башту на врху Медисон Сквер Гардена у Станфорд Вајту из 1890. и Рајску башту на крову коју је отворио Оскар Хамерштајн I 1900. године. 
Комерцијални пластеници на крововима постоје најмање од 1969. године, када је Terrestris кровни расадник отворен у 60. улици. у Њујорку. 
Током 2010-их, Готам Гринс, Луфа Фармс и други покренули су велике комерцијалне хидропонске фарме на крововима.

## Утицај на животну средину
Кровни вртови најчешће се налазе у урбаним срединама. Биљке имају способност да смање укупну апсорпцију топлоте зграде што онда смањује потрошњу енергије за хлађење. 
Студија Националног истраживачког савета Канаде показала је разлике између кровова са баштама и кровова без башта у односу на температуру. Студија показује утицај температуре на различите слојеве сваког крова у различито доба дана. 
Осим што кровне баште пружају отпорност на топлотно зрачење, кровне баште су такође корисне у смањењу отицања кише. Кровна башта може да одложи отицање; смањи брзину и запремину отицања. Вртови на крову могу одложити вршни проток и задржати отицање за каснију употребу од стране биљака. 

## Урбана пољопривреда
„У приступачној башти на крову, простор постаје доступан за локализовану малу урбану пољопривреду, извор локалне производње хране. Урбана башта може допунити исхрану заједнице коју храни свежим производима и обезбедити опипљиву везу са производњом хране.”  На Универзитету Трент тренутно постоји радна башта на крову која обезбеђује храну студентском кафићу и локалним грађанима.
Хидропонија и друге алтернативне методе могу проширити могућности баштованства на крову смањујући, на пример, потребу за земљиштем или његову огромну тежину.  Засади у контејнерима се интензивно користе у вртовима на крововима. Садња у контејнере спречава додатно оптерећење хидроизолације крова. 

## Значај за урбанистичко планирање
Еколошка и естетска корист за градове су главна мотивација. Израчунато је да би температура у Токију могла да се спусти за 0,11-0,84 С ако се 50% свих расположивих кровних површина засади зеленилом. То би довело до уштеде од око 100 милиона јена. 
Сингапур је активан у зеленом урбаном развоју. „Кровне баште представљају могућности за даље преношење појмова природе и отвореног простора у развој високих зграда.“  Када је анкетирано, 80% становника Сингапура гласало је за увођење више кровних вртова у градске планове. Највише гласова добили су рекреативни разлози, као што су разонода и релаксација, улепшавање животне средине, те зеленило и природа. 
Кровна башта се може разликовати од зеленог крова, иако се ова два термина често користе наизменично. Израз кровна башта добро је прикладан за кровне просторе који укључују рекреацију и забаву и пружају додатни животни простор на отвореном за становнике зграде. Може укључивати биљке, намештај, спољне структуре као што су перголе и шупе, и аутоматизоване системе за наводњавање и осветљење.

Зелени кровови могу бити екстензивни или интензивни.  Термини се користе за описивање потребне врсте садње. Панели који се састоје од зеленог крова углавном нису дубље од неколико центиметара до 30 cm, пошто је тежина важан фактор када се покрива читава површина крова. Биљке које улазе у зелени кров су обично седум (лиснати сукуленти) или друге биљке са плитким кореном које ће толерисати вруће, суве, ветровите услове који владају у већини вртова на крововима. Са зеленим кровом, "слој биљака може заштитити чак 87% сунчевог зрачења, док голи кров прима 100% директног излагања". 
Контејнери на кровном врту могу бити дизајнирани за различите функције и веома се разликују по дубини да би задовољиле естетске и рекреативне сврхе. Ове посуде могу да држе низ украсних биљака: било шта од дрвећа, жбуња, винове лозе или асортимана цвећа. Пошто су естетика и рекреација приоритет, они можда неће пружити еколошке и енергетске предности зеленог крова.

## Галерија
- Вила Арсон
- Acrosfukuoka
- Биљни врт Националног музеја природе и науке Токио
- Мали зен кровни врт
- Седум кров у Стокхолму
- Токио Плаза
- Канал City Hakata